# 오스트레일리아의 배우 목록

## 가
- 토티 골드스미스
- 레이첼 그리피스

## 나
- 제시카 네이피어

## 다
- 클로이 달리모어
- 루시 듀락

## 라
- 에마 렁
- 마리 로어
- 레베카 리그
- 케이트 리치

## 마
- 클로이 맥스웰

## 바
- 로레인 배일
- 멜리사 버그랜드
- 론다 버치모어
- 레이첼 벡
- 앨리슨 벨
- 안젤레나 보네

## 사
- 브룩 새치웰
- 에버린 삼피
- 린다 스토너
- 넬리 스튜어트
- 에밀리 사이먼스

## 아
- 켈리 아비
- 메리 오야야
- 우르술라 비치

## 차
- 폴린 찬

## 카
- 마이어드 카란
- 지아 카리데스
- 넬 캠벨
- 시몬 케셀
- 케이트 켄들
- 킴벌리 쿠퍼
- 저스틴 클라크

## 타
- 모니키 트라파가

## 파
- 리아 퍼셀

## 하
- 사샤 홀러
- 그레이스 황
- 레일리 힐